# Delosperma lebomboense
Delosperma lebomboense är en isörtsväxtart som först beskrevs av L. Bol., och fick sitt nu gällande namn av Lavis. Delosperma lebomboense ingår i släktet Delosperma, och familjen isörtsväxter. Inga underarter finns listade i Catalogue of Life.